# ويليام بي. أندرسون
ويليام بي. أندرسون (بالإنجليزية: William B. Anderson)‏ هو ضابط وسياسي أمريكي، ولد في 2 أبريل 1830 في الولايات المتحدة، وتوفي في 28 أغسطس 1901 في شيكاغو في الولايات المتحدة. حزبياً، نشط في مستقل. وقد انتخب عضو مجلس نواب إلينوي وانتخب عضو مجلس النواب الأمريكي.